# Aleksandr Petrenko (basket-ball)
Pour les articles homonymes, voir Aleksandr Petrenko.
Aleksandr Petrenko (en russe : Александр Анатольевич Петренко), né le 4 février 1976 à Alma-Ata en République socialiste soviétique kazakhe et décédé le 21 juillet 2006, à Samara, en Russie, est un joueur russe de basket-ball évoluant au poste d'ailier.